# Bandolá
La bandolá es un tipo de cante flamenco, considerado dentro del palo de los cantes derivados de los verdiales.
Las bandolás aparecen cuando pierden los verdiales su carácter de bailables y el acompañamiento de una panda de música, y de la interpretación se encarga un solo cantaor con un ritmo más lento y acompañado sólo de una guitarra. Algunos autores consideran que la bandolá es el tronco común de los cantes de Málaga, y que de ella derivan las rondeñas, el jabegote, la jabera y la misma malagueña, además de los fandangos abandolaos y cantes personales, como los de Juan Breva y como las granaínas de Frasquito Yerbagüena.